# World Cup 2012 (Tischtennis)
| 2011 ← World Cup → 2013 | 2011 ← World Cup → 2013                                        | 2011 ← World Cup → 2013                 |
| ----------------------- | -------------------------------------------------------------- | --------------------------------------- |
|                         | Männer                                                         | Frauen                                  |
| Datum                   | 28.–30.09.                                                     | 21.–23.09.                              |
| Ort                     | Liverpool                                                      | Huangshi                                |
| Auflage                 | 33                                                             | 16                                      |
| Sieger                  | Ma Long Timo Boll Uladsimir Samsonau (engl. Vladimir Samsonov) | Liu Shiwen Elizabeta Samara Shen Yanfei |

Der Tischtennis-World Cup 2012 fand für die Männer in seiner 33. Austragung vom 28. bis 30. September im englischen Liverpool und für die Frauen in seiner 16. Austragung vom 21. bis 23. September im chinesischen Huangshi statt. Gold ging an Ma Long und Liu Shiwen aus China.

## Modus
An jedem Wettbewerb nahmen 19 Sportler teil. Die 15 in der Weltrangliste bestplatzierten Teilnehmer – bei den Männern die 14 besten sowie Liam Pitchford, die Nummer 17 aus dem englischen Gastgeberverband – nahmen, aufgeteilt auf vier Gruppen mit je vier Sportlern, an der World-Cup-Gruppenphase teil. Die übrigen vier Teilnehmer spielten in der ICC-Gruppe den verbliebenen sechzehnten Gruppenplatz aus. Die Gruppenersten und -zweiten rückten in die im K.O.-Modus ausgetragene Hauptrunde vor. Die Halbfinal-Verlierer trugen ein Spiel um Platz 3 aus.

## Teilnehmer
Die erste Spalte gibt die Abschlussplatzierung an, die Spalten „WRL-Pos.“ die für die Setzung relevante Weltranglistenposition (gelb markiert die direkt für die Gruppenphase gesetzten 15 Spieler und 15 Spielerinnen).
| Pos. | Männer               | WRL-Pos. | TN | Frauen                | WRL-Pos. | TN |
| ---- | -------------------- | -------- | -- | --------------------- | -------- | -- |
| 1    | Ma Long              | 2        | 3  | Liu Shiwen            | 3        | 2  |
| 2    | Timo Boll            | 7        | 11 | Elizabeta Samara      | 38       | 1  |
| 3    | Vladimir Samsonov    | 14       | 14 | Shen Yanfei           | 14       | 2  |
| 4    | Xu Xin               | 3        | 1  | Feng Tianwei          | 7        | 5  |
| 5    | Chuang Chih-Yuan     | 10       | 11 | Dang Ye-seo           | 20       | 1  |
| 5    | Jiang Tianyi         | 18       | 1  | Liu Jia               | 30       | 7  |
| 5    | Joo Se-hyuk          | 11       | 8  | Wiktoryja Paulowitsch | 21       | 5  |
| 5    | Michael Maze         | 21       | 4  | Yu Mengyu             | 31       | 1  |
| 9    | Adrian Crișan        | 22       | 1  | Daniela Dodean        | 39       | 3  |
| 9    | Marcos Freitas       | 24       | 1  | Li Jiao               | 19       | 5  |
| 9    | Adrien Mattenet      | 29       | 2  | Wu Jiaduo             | 17       | 3  |
| 9    | Dimitrij Ovtcharov   | 9        | 5  | Tie Yana              | 12       | 11 |
| 13   | Paul Drinkhall       | 87       | 1  | Matilda Ekholm        | 48       | 1  |
| 13   | Thiago Monteiro      | 124      | 2  | Guo Yue               | 9        | 6  |
| 13   | Oh Sang-eun          | 12       | 7  | Ariel Hsing           | 85       | 2  |
| 13   | Liam Pitchford       | 145      | 1  | Jiang Huajun          | 22       | 6  |
| 17   | William Henzell      | 95       | 5  | Li Chunli             | 150      | 3  |
| 18   | Ahmed Saleh          | 161      | 6  | Caroline Kumahara     | 201      | 1  |
| 19   | Pierre-Luc Theriault | 433      | 1  | Offiong Edem          | 368      | 1  |

## Männer

### ICC-Gruppe
|                 | Ergebnis |                      |
| --------------- | -------- | -------------------- |
| William Henzell | 4:3      | Pierre-Luc Theriault |
| Thiago Monteiro | 4:1      | Ahmed Saleh          |
| William Henzell | 4:1      | Ahmed Saleh          |
| Thiago Monteiro | 4:1      | Pierre-Luc Theriault |
| William Henzell | 0:4      | Thiago Monteiro      |
| Ahmed Saleh     | 4:1      | Pierre-Luc Theriault |

| Platz | Spieler              | Spiele | Sätze | Punkte |
| ----- | -------------------- | ------ | ----- | ------ |
| 1     | Thiago Monteiro      | 3      | 12:2  | 6      |
| 2     | William Henzell      | 3      | 8:8   | 5      |
| 3     | Ahmed Saleh          | 3      | 6:9   | 4      |
| 4     | Pierre-Luc Theriault | 3      | 5:12  | 3      |

### Gruppenphase

#### Gruppe 1
|                  | Ergebnis |                  |
| ---------------- | -------- | ---------------- |
| Ma Long          | 4:1      | Adrian Crișan    |
| Chuang Chih-Yuan | 4:1      | Paul Drinkhall   |
| Ma Long          | 0:4      | Chuang Chih-Yuan |
| Adrian Crișan    | 4:1      | Paul Drinkhall   |
| Chuang Chih-Yuan | 3:4      | Adrian Crișan    |
| Ma Long          | 4:0      | Paul Drinkhall   |

| Platz | Spieler          | Spiele | Sätze | Punkte |
| ----- | ---------------- | ------ | ----- | ------ |
| 1     | Chuang Chih-Yuan | 3      | 11:5  | 5      |
| 2     | Ma Long          | 3      | 8:5   | 5      |
| 3     | Adrian Crișan    | 3      | 9:8   | 5      |
| 4     | Paul Drinkhall   | 3      | 2:12  | 3      |

#### Gruppe 2
|                                              | Ergebnis |                    |
| -------------------------------------------- | -------- | ------------------ |
| Xu Xin                                       | 4:0      | Marcos Freitas     |
| Uladsimir Samsonau (engl. Vladimir Samsonov) | 4:0      | Liam Pitchford     |
| Xu Xin                                       | 4:1      | Uladsimir Samsonau |
| Marcos Freitas                               | 4:1      | Liam Pitchford     |
| Uladsimir Samsonau                           | 4:2      | Marcos Freitas     |
| Xu Xin                                       | 4:0      | Liam Pitchford     |

| Platz | Spieler                                      | Spiele | Sätze | Punkte |
| ----- | -------------------------------------------- | ------ | ----- | ------ |
| 1     | Xu Xin                                       | 3      | 12:1  | 6      |
| 2     | Uladsimir Samsonau (engl. Vladimir Samsonov) | 3      | 9:6   | 5      |
| 3     | Marcos Freitas                               | 3      | 6:9   | 4      |
| 4     | Liam Pitchford                               | 3      | 1:12  | 3      |

#### Gruppe 3
|              | Ergebnis |                 |
| ------------ | -------- | --------------- |
| Timo Boll    | 4:1      | Jiang Tianyi    |
| Oh Sang-eun  | 2:4      | Adrien Mattenet |
| Timo Boll    | 4:-      | Oh Sang-eun     |
| Jiang Tianyi | 4:0      | Adrien Mattenet |
| Oh Sang-eun  | -:4      | Jiang Tianyi    |
| Timo Boll    | 4:3      | Adrien Mattenet |

| Platz | Spieler         | Spiele | Sätze | Punkte |
| ----- | --------------- | ------ | ----- | ------ |
| 1     | Timo Boll       | 3      | 12:4  | 6      |
| 2     | Jiang Tianyi    | 3      | 9:4   | 5      |
| 3     | Adrien Mattenet | 3      | 7:10  | 4      |
| 4     | Oh Sang-eun     | 1      | 2:12  | 1      |

Nach dem Spiel gegen Adrien Mattenet zog sich Oh Sang-eun verletzungsbedingt aus dem Turnier zurück.

#### Gruppe 4
|                    | Ergebnis |                 |
| ------------------ | -------- | --------------- |
| Dimitrij Ovtcharov | 2:4      | Michael Maze    |
| Joo Se-hyuk        | 4:2      | Thiago Monteiro |
| Dimitrij Ovtcharov | 0:4      | Joo Se-hyuk     |
| Michael Maze       | 4:1      | Thiago Monteiro |
| Joo Se-hyuk        | 3:4      | Michael Maze    |
| Dimitrij Ovtcharov | 4:1      | Thiago Monteiro |

| Platz | Spieler            | Spiele | Sätze | Punkte |
| ----- | ------------------ | ------ | ----- | ------ |
| 1     | Michael Maze       | 3      | 12:6  | 6      |
| 2     | Joo Se-hyuk        | 3      | 11:6  | 5      |
| 3     | Dimitrij Ovtcharov | 3      | 6:9   | 4      |
| 4     | Thiago Monteiro    | 3      | 4:12  | 3      |

### Hauptrunde
|  | Viertelfinale                                | Viertelfinale |                    |         | Halbfinale         | Halbfinale |  |  | Finale | Finale |
|  |                                              |               |                    |         |                    |            |  |  |        |        |
|  |                                              |               |                    |         |                    |            |  |  |        |        |
|  | Chuang Chih-Yuan                             | 3             |                    |         |                    |            |  |  |        |        |
|  | Chuang Chih-Yuan                             | 3             |                    |         |                    |            |  |  |        |        |
|  | Uladsimir Samsonau (engl. Vladimir Samsonov) | 4             |                    |         |                    |            |  |  |        |        |
|  | Uladsimir Samsonau (engl. Vladimir Samsonov) | 4             | Uladsimir Samsonau | 3       |                    |            |  |  |        |        |
|  |                                              |               | Uladsimir Samsonau | 3       |                    |            |  |  |        |        |
|  |                                              | Timo Boll     | 4                  |         |                    |            |  |  |        |        |
|  | Joo Se-hyuk                                  | Timo Boll     | 4                  | 0       |                    |            |  |  |        |        |
|  | Joo Se-hyuk                                  |               |                    | 0       |                    |            |  |  |        |        |
|  | Timo Boll                                    | 4             |                    |         |                    |            |  |  |        |        |
|  |                                              |               | Timo Boll          | 0       |                    |            |  |  |        |        |
|  |                                              |               |                    | Ma Long | 4                  |            |  |  |        |        |
|  | Michael Maze                                 | 0             |                    |         |                    |            |  |  |        |        |
|  | Ma Long                                      | 4             |                    |         |                    |            |  |  |        |        |
|  | Ma Long                                      | 4             | Ma Long            | 4       |                    |            |  |  |        |        |
|  |                                              |               | Ma Long            | 4       | Spiel um Platz 3   |            |  |  |        |        |
|  |                                              | Xu Xin        | 0                  |         |                    |            |  |  |        |        |
|  | Jiang Tianyi                                 | Xu Xin        | 0                  | 0       | Uladsimir Samsonau | 4          |  |  |        |        |
|  | Jiang Tianyi                                 |               |                    | 0       | Uladsimir Samsonau | 4          |  |  |        |        |
|  | Xu Xin                                       | 4             |                    | Xu Xin  | 2                  |            |  |  |        |        |
|  | Xu Xin                                       | 4             |                    |         | 2                  |            |  |  |        |        |
|  |                                              |               |                    |         |                    |            |  |  |        |        |

## Frauen

### ICC-Gruppe
|                   | Ergebnis |                   |
| ----------------- | -------- | ----------------- |
| Ariel Hsing       | 4:2      | Offiong Edem      |
| Li Chunli         | 4:1      | Caroline Kumahara |
| Ariel Hsing       | 4:1      | Caroline Kumahara |
| Li Chunli         | 4:1      | Offiong Edem      |
| Ariel Hsing       | 4:2      | Li Chunli         |
| Caroline Kumahara | 4:1      | Offiong Edem      |

| Platz | Spieler           | Spiele | Sätze | Punkte |
| ----- | ----------------- | ------ | ----- | ------ |
| 1     | Ariel Hsing       | 3      | 12:5  | 6      |
| 2     | Li Chunli         | 3      | 10:6  | 5      |
| 3     | Caroline Kumahara | 3      | 6:9   | 4      |
| 4     | Offiong Edem      | 3      | 4:12  | 3      |

### Gruppenphase

#### Gruppe 1
|                       | Ergebnis |                       |
| --------------------- | -------- | --------------------- |
| Liu Shiwen            | 4:0      | Wiktoryja Paulowitsch |
| Li Jiao               | 4:2      | Ariel Hsing           |
| Liu Shiwen            | 4:1      | Li Jiao               |
| Wiktoryja Paulowitsch | 4:0      | Ariel Hsing           |
| Li Jiao               | 3:4      | Wiktoryja Paulowitsch |
| Liu Shiwen            | 4:0      | Ariel Hsing           |

| Platz | Spieler               | Spiele | Sätze | Punkte |
| ----- | --------------------- | ------ | ----- | ------ |
| 1     | Liu Shiwen            | 3      | 12:1  | 6      |
| 2     | Wiktoryja Paulowitsch | 3      | 8:7   | 5      |
| 3     | Li Jiao               | 3      | 8:10  | 4      |
| 4     | Ariel Hsing           | 3      | 2:12  | 3      |

#### Gruppe 2
|              | Ergebnis |                  |
| ------------ | -------- | ---------------- |
| Feng Tianwei | 4:1      | Jiang Huajun     |
| Wu Jiaduo    | 4:0      | Elizabeta Samara |
| Feng Tianwei | 4:1      | Wu Jiaduo        |
| Jiang Huajun | 2:4      | Elizabeta Samara |
| Wu Jiaduo    | 2:4      | Jiang Huajun     |
| Feng Tianwei | 1:4      | Elizabeta Samara |

| Platz | Spieler          | Spiele | Sätze | Punkte |
| ----- | ---------------- | ------ | ----- | ------ |
| 1     | Feng Tianwei     | 3      | 9:6   | 5      |
| 2     | Elizabeta Samara | 3      | 8:7   | 5      |
| 3     | Wu Jiaduo        | 3      | 7:6   | 4      |
| 4     | Jiang Huajun     | 3      | 7:10  | 4      |

#### Gruppe 3
|             | Ergebnis |                |
| ----------- | -------- | -------------- |
| Guo Yue     | -:4      | Yu Mengyu      |
| Dang Ye-seo | 2:4      | Daniela Dodean |
| Guo Yue     | -:4      | Dang Ye-seo    |
| Yu Mengyu   | 4:1      | Daniela Dodean |
| Dang Ye-seo | 4:2      | Yu Mengyu      |
| Guo Yue     | -:4      | Daniela Dodean |

| Platz | Spieler        | Spiele | Sätze | Punkte |
| ----- | -------------- | ------ | ----- | ------ |
| 1     | Yu Mengyu      | 3      | 10:5  | 5      |
| 2     | Dang Ye-seo    | 3      | 10:6  | 5      |
| 3     | Daniela Dodean | 3      | 9:6   | 5      |
| 4     | Guo Yue        | 0      | 0:12  | 0      |

Die an Position 3 gesetzte Guo Yue musste sich aus dem Turnier zurückziehen.

#### Gruppe 4
|             | Ergebnis |                |
| ----------- | -------- | -------------- |
| Tie Yana    | 1:4      | Liu Jia        |
| Shen Yanfei | 4:1      | Matilda Ekholm |
| Tie Yana    | 2:4      | Shen Yanfei    |
| Liu Jia     | 4:1      | Matilda Ekholm |
| Shen Yanfei | 4:1      | Liu Jia        |
| Tie Yana    | 4:2      | Matilda Ekholm |

| Platz | Spieler        | Spiele | Sätze | Punkte |
| ----- | -------------- | ------ | ----- | ------ |
| 1     | Shen Yanfei    | 3      | 12:4  | 6      |
| 2     | Liu Jia        | 3      | 9:6   | 5      |
| 3     | Tie Yana       | 3      | 7:10  | 4      |
| 4     | Matilda Ekholm | 3      | 4:12  | 3      |

### Hauptrunde
|  | Viertelfinale         | Viertelfinale    |             |                  | Halbfinale       | Halbfinale |  |  | Finale | Finale |
|  |                       |                  |             |                  |                  |            |  |  |        |        |
|  |                       |                  |             |                  |                  |            |  |  |        |        |
|  | Liu Shiwen            | 4                |             |                  |                  |            |  |  |        |        |
|  | Liu Shiwen            | 4                |             |                  |                  |            |  |  |        |        |
|  | Liu Jia               | 0                |             |                  |                  |            |  |  |        |        |
|  | Liu Jia               | 0                | Liu Shiwen  | 4                |                  |            |  |  |        |        |
|  |                       |                  | Liu Shiwen  | 4                |                  |            |  |  |        |        |
|  |                       | Feng Tianwei     | 1           |                  |                  |            |  |  |        |        |
|  | Feng Tianwei          | Feng Tianwei     | 1           | 4                |                  |            |  |  |        |        |
|  | Feng Tianwei          |                  |             | 4                |                  |            |  |  |        |        |
|  | Yu Mengyu             | 3                |             |                  |                  |            |  |  |        |        |
|  |                       |                  | Liu Shiwen  | 4                |                  |            |  |  |        |        |
|  |                       |                  |             | Elizabeta Samara | 0                |            |  |  |        |        |
|  | Shen Yanfei           | 4                |             |                  |                  |            |  |  |        |        |
|  | Dang Ye-seo           | 0                |             |                  |                  |            |  |  |        |        |
|  | Dang Ye-seo           | 0                | Shen Yanfei | 3                |                  |            |  |  |        |        |
|  |                       |                  | Shen Yanfei | 3                | Spiel um Platz 3 |            |  |  |        |        |
|  |                       | Elizabeta Samara | 4           |                  |                  |            |  |  |        |        |
|  | Wiktoryja Paulowitsch | Elizabeta Samara | 4           | 1                | Feng Tianwei     | 3          |  |  |        |        |
|  | Wiktoryja Paulowitsch |                  |             | 1                | Feng Tianwei     | 3          |  |  |        |        |
|  | Elizabeta Samara      | 4                |             | Shen Yanfei      | 4                |            |  |  |        |        |
|  | Elizabeta Samara      | 4                |             |                  | 4                |            |  |  |        |        |
|  |                       |                  |             |                  |                  |            |  |  |        |        |

## Sonstiges
Mit Elizabeta Samara erreichte zum ersten Mal eine Europäerin das Finale des World Cups. Der World Cup 2012 war zudem der erste und (Stand Mai 2024) einzige, bei dem im Frauen-Wettbewerb zum einen gleich zwei Medaillen nicht nach Asien und zum anderen zwei Medaillen nach Europa gingen.
Mit 11 World-Cup-Teilnahmen stellte Tie Yana bei den Frauen einen neuen Rekord auf.